# Mariä Heimsuchung (Wartha)

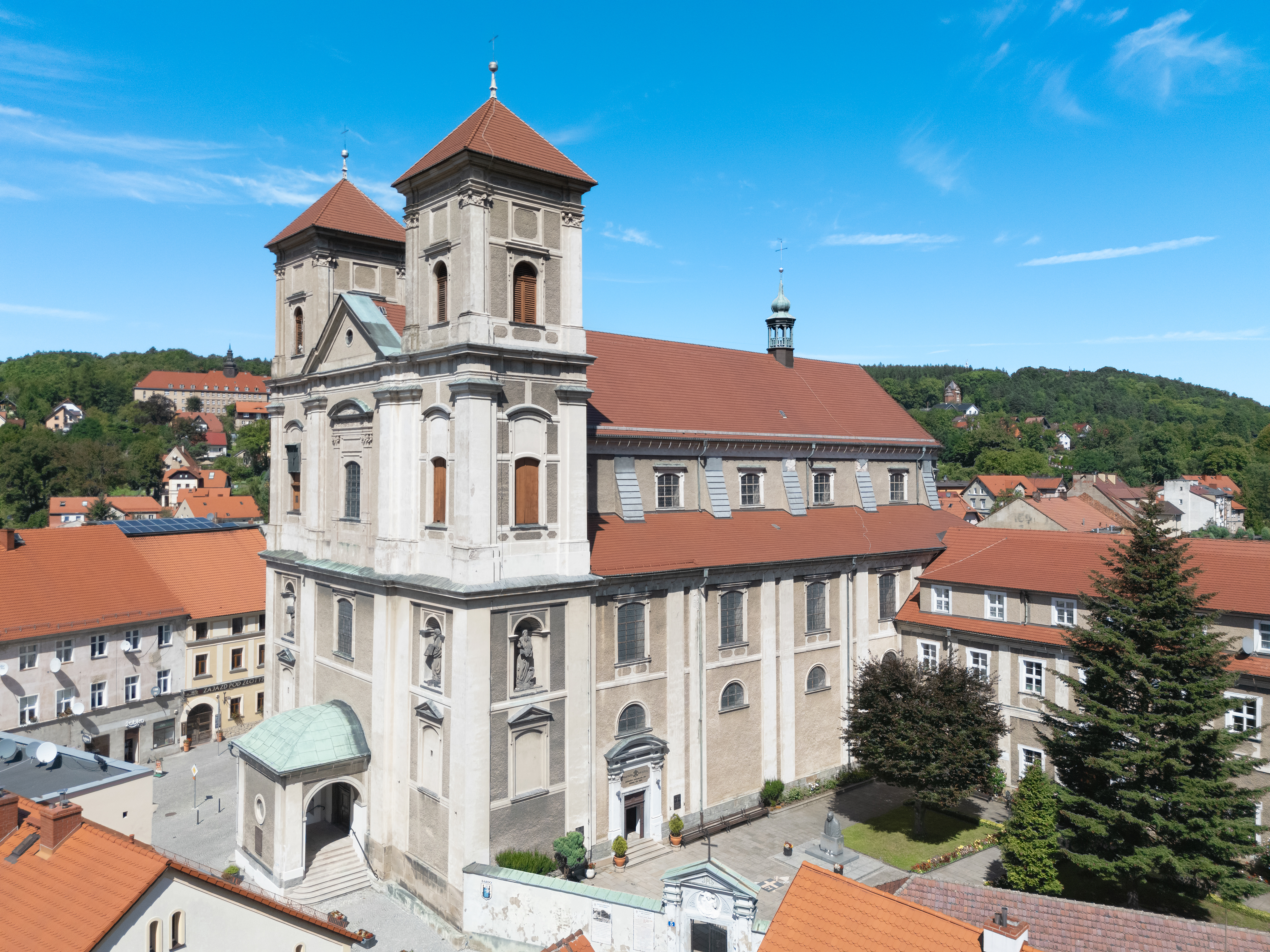
Kirche Mariä Heimsuchung in Wartha

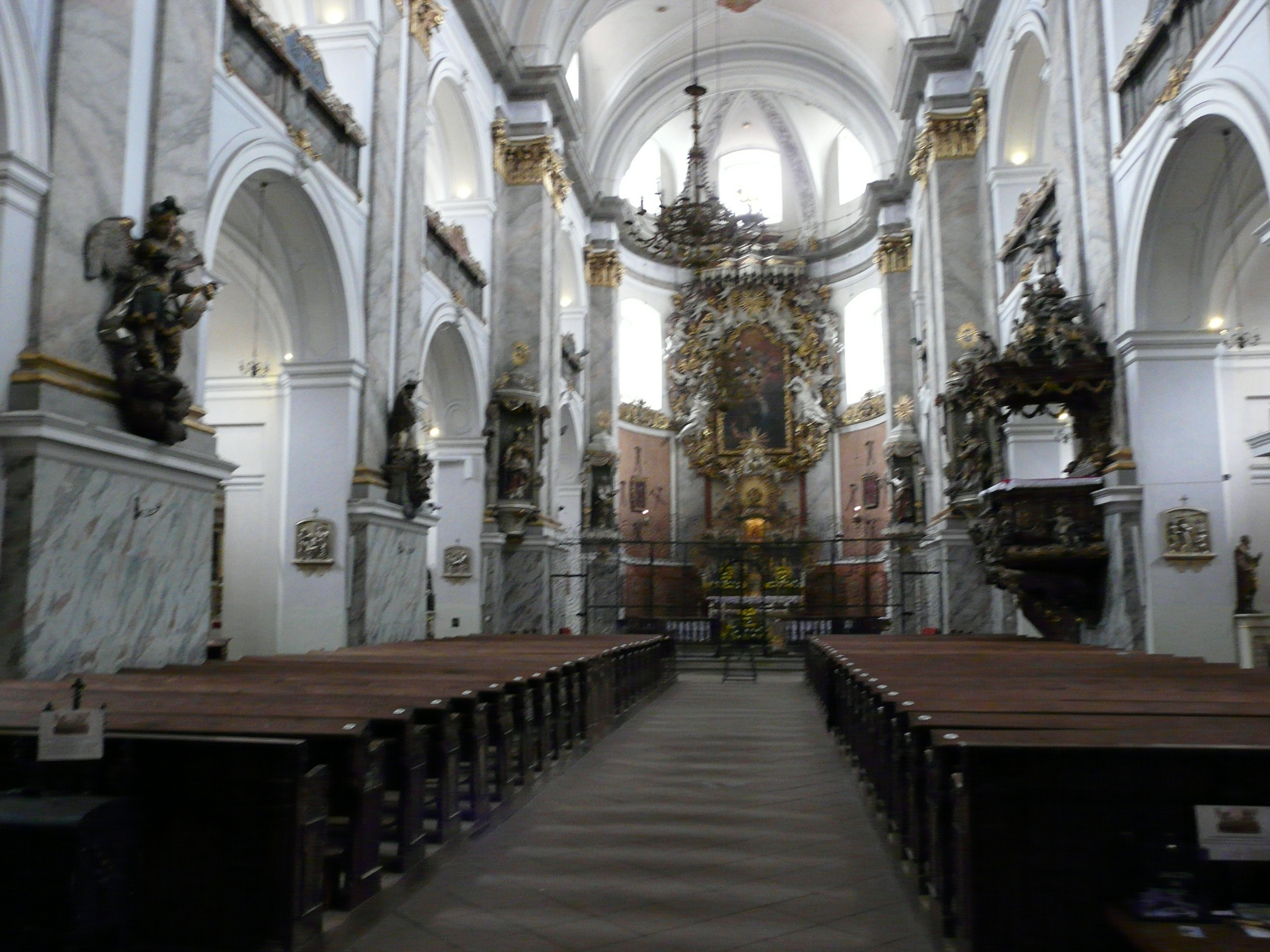
Innenansicht

Die Wallfahrtskirche Mariä Heimsuchung in Wartha, seit 1945 Bardo in der Woiwodschaft Niederschlesien in Polen, wurde von 1686 bis 1704 unter Mitwirkung des aus Ungarn stammenden und in Neisse ansässigen Architekten Michael Klein im Stil des Barock erbaut. Die der Mariä Heimsuchung geweihte Kirche ist ein geschütztes Kulturdenkmal. Papst Benedikt XVI. verlieh der Wallfahrtskirche im Jahre 2008 den Titel einer Basilica minor.
Die Kirche entstand als Emporenbasilika an der Stelle eines Vorgängerbaus. Die Hauptfassade wurde 1873 bis 1875 mit Evangelistenfiguren geschmückt, die vom Bildhauer Ignatz Rinke geschaffen wurden.

## Ausstattung
Den Hochaltar, in dem sich ursprünglich das Gnadenbild befand, schuf der Bildhauer Nikolaus Richter. Das Altargemälde mit der Mariä Heimsuchung wurde von Michael Willmann geschaffen.
Die Kanzel mit der Figur des Christus und den Vier Evangelisten am Kanzelkorb sowie den Kirchenvätern und Gottvater auf dem Schalldeckel schuf 1698 der Ottmachauer Bildhauer Johann Joseph Weiss.
Den Rokoko-Orgelprospekt mit der Dreifaltigkeitsgruppe sowie die Heiligenfiguren an den Pfeilern schuf von 1755 bis 1759 der aus Wartha stammende Bildhauer Heinrich Hartmann.